# Dieselruß

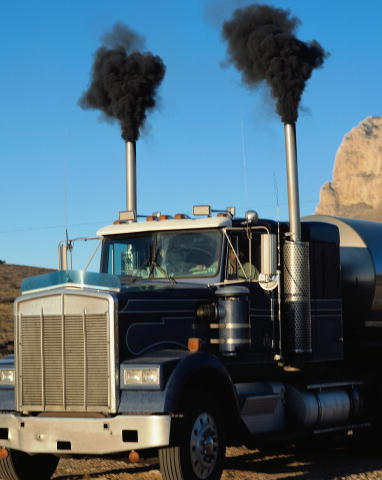
Dieselruß beim Anlassen eines LKW-Motors

Dieselrußpartikel entstehen stets bei der Verbrennung von Dieselkraftstoff in Dieselmotoren. Sie bilden zusammen mit anderen Partikeln Feinstaub.
Abgase, die sichtbar Dieselruß enthalten, werden auch als Schwarzrauch bezeichnet.

## Entstehung von Dieselruß
Kohlenwasserstoffflammen neigen unter brennstoffreichen Bedingungen zur Bildung von Ruß. Brennstoffreiche Bedingungen sind in Diffusionsflammen aber unvermeidbar. Dadurch sind auch Benzin-Direkteinspritzer von der „Diesel“rußentstehung betroffen, da insbesondere bei höherer Last und höherer Drehzahl die Menge des eingespritzten Kraftstoffs steigt, sich die zur Verfügung stehende Zeit zur Gemischaufbereitung dagegen verkürzt. Große Kraftstofftröpfchen können nicht ausreichend verdampfen, werden durch die Verbrennungstemperatur gecrackt und sind dadurch Quelle von unverbranntem Kohlenstoff (Ruß).  Das höchste Aufkommen an Ruß ist bei Volllast zu verzeichnen, während schon Drehzahlen nur wenige Prozent unter Volllast zu einer deutlichen Verminderung der Rußemissionen führen.

## Rußbildungsmechanismen
Ruß besteht aus einer Vielzahl von Partikeln unterschiedlicher Form und Größe. Messbare Größen sind unter anderem die Partikeldichte, der Rußvolumenanteil sowie der mittlere Partikeldurchmesser. Bildung und Wachstum von Ruß werden in Partikelbildung, Koagulation und Oberflächenprozesse sowie in eine Agglomeration der Primärpartikel unterteilt.

### Partikelbildung
Sowohl durch Oxidationsprozesse als auch durch thermische Pyrolyse werden die Kraftstoffmoleküle unter sauerstoffarmen Bedingungen zu Acetylen abgebaut. Dabei wird Wasserstoff vom Molekül abgespalten, so dass zunächst kleine, geringer gesättigte Kohlenwasserstoffe entstehen. Diese Reaktionen sind endotherm und damit stark temperaturabhängig. Das Acetylen führt über Reaktionen mit CH oder CH2 zu C3H3, das dann durch Rekombination und Umlagerung einen sogenannten aromatischen Ring bilden kann. Nachfolgende Anlagerung von Acetylen ergibt über weitere H-Abstraktion und C2H2-Addition hochmolekulare polyzyklische Kohlenwasserstoffe (PAK). Derartige Kondensationsprozesse zeichnen sich dadurch aus, dass umso mehr Aufbauschritte benötigt werden, je stärker sie vom Luftverhältnis abhängen. Bei der Zusammenballung (lateinisch Koagulation) der planaren PAK entstehen aus der Gasphase die ersten dreidimensionalen Strukturen.
Auch die Struktur der im Dieselöl vorhandenen Kohlenwasserstoffmoleküle hat Bedeutung für die Partikelbildung. Kohlenstoffreiche Moleküle mit zahlreichen Doppelbindungen, z. B. Aromaten, bilden sich leichter zu Ruß und PAK um als Alkane (Paraffine und Naftene). In Schweden wurde die Ruß- und PAK-Bildung in Dieselmotoren in Abhängigkeit vom Aromatengehalt in verschiedenen Dieselkraftstoffen z. B. vom AVL MTC AB im Jordbro südlich von Stockholm untersucht. Wegen dieser Resultate hat die Regierung Schwedens die Steuern von Dieselkraftstoffen mit niedrigerem Aromatengehalt gesenkt. Schwedischer Dieselkraftstoff hat nie über 5 Volumenprozent Aromaten und nie über 0,02 Gewichtsprozent polyaromatische Kohlenwasserstoffe (PAK).

### Oberflächenwachstum
Durch weitere Dehydrierung und Addition von Acetylen nimmt die Partikelgröße und -masse zu, während die Teilchenzahl konstant bleibt. Auch hier spielt das Acetylen eine wichtige Rolle, da das Wachstum wieder über H-Abstraktions/C2H2-Additionsmechanismen der Nuclei mit der Gasphase abläuft. Das Verhältnis Wasserstoff (H) zu Kohlenstoff (C) nimmt weiter ab, wodurch mit zunehmender Größe die Teilchen ihre Affinität für Acetylen über eine Abnahme ihrer radikalischen und ionischen Eigenschaften verlieren. Oberflächenwachstum ist relativ zur Acetylenbildung und -polymerisation auch bei niedrigen Temperaturen und geringen HC-Konzentrationen möglich. Aus diesem Grund steht für diese Reaktionsphase in technischen Verbrennungsprozessen genügend Zeit zur Verfügung. Über das Oberflächenwachstum wird etwa 95 Prozent der gesamten Rußmenge gebildet.

### Koagulation
Teilchenkollisionen führen zu Größenwachstum der Rußpartikel, der Koagulation. Dabei nimmt bei konstanter Rußmasse die Partikelanzahl ab. Bei fortschreitendem Oberflächenwachstum führt die Teilchenkoagulation schnell zur Bildung größerer Partikel. Dabei hat die Koagulation einen entscheidenden Einfluss auf die Größenverteilung des Rußes, wobei sich die Größenverteilung von Partikeln im Abgas durch eine logarithmisch-normalverteilte Funktion beschreiben lässt.

### Agglomeration
Diese beschreibt die Bildung von kettenförmigen Strukturen, die entstehen, wenn in der Gasphase nicht mehr ausreichend Kohlenwasserstoffe vorhanden sind oder die Reaktionsfreudigkeit der Partikel abnimmt. Während der Verbrennungs- und Expansionsphase ist keine der beiden Bedingungen erfüllt, wodurch sich Agglomerate erst nach einer gewissen Verweilzeit außerhalb des Brennraums bilden. Diese zusammengelagerten Partikel können aus mehreren tausend Einzelpartikeln bestehen und einen Durchmesser im Größenbereich von 50 bis 100 Nanometer (nm) aufweisen.

### Rußoxidation
Der überwiegende Teil des Rußes wird innerhalb des Zylinders oxidiert. Die hohe spezifische Oberfläche der Partikel ermöglicht eine effektive Oxidation, wobei als Oxidatoren molekularer Sauerstoff und Radikale wie HO• in Frage kommen. Unterhalb von etwa 1800 K ist der Einfluss des Sauerstoffs auf die Partikellebenszeit vernachlässigbar gering. Die Oxidationszeiten steigen mit sinkender Temperatur exponentiell an.

## Zusammensetzung
Grundsätzlich bestehen Dieselrußpartikel hauptsächlich aus elementarem Kohlenstoff (Ruß), daneben organischen Verbindungen (wie zum Beispiel polyzyklische aromatische Kohlenwasserstoffe aus unverbranntem oder unvollständig verbranntem Kraftstoff und Schmieröl), kondensierter Schwefelsäure, Metallverbindungen, Stickstoffverbindungen, Wasser und weiteren Spurenelementen. Bei den Metallverbindungen handelt es sich sowohl um Späne und Rostpartikel, die direkt aus dem Motor bzw. der Abgasführung stammen, als auch um Derivate organometallischer Kraft- und Schmierstoffadditive. Der Anteil der kondensierten Schwefelsäure wird von der Umsetzung von SO2 zu SO3 beeinflusst, die durch Oxidationskatalysatoren stark beschleunigt werden kann. Durch die Verringerung des Schwefelanteils in konventionellem Dieselkraftstoff konnte die Schwefelsäureemission in den Spurenbereich abgesenkt werden.
Dieselruß besitzt eine hohe spezifische Oberfläche, wobei diese für Rußkerne von Frey und Corn (1967) auf 30-50 m2/g bestimmt wurde. Bei Abkühlung in der Abgasanlage können daher verschiedene Stoffe an den entstandenen Teilchen adsorbieren. Eine allgemeine quantitative Aussage bezüglich der Zusammensetzung in der Dieselpartikelemission ist nicht möglich, da sie von vielen verschiedenen Parametern abhängt. Neben konstruktiven Parametern wie Brennraumform und Ausführung der Einspritzanlage gehören hierzu auch der Betriebspunkt bzw. der Lastzustand, die Kraftstoff- und Schmierölqualität, das eingesetzte Abgasnachbehandlungssystem sowie der Verschleißzustand des Motors. Nachgewiesene Bestandteile an PAK sind zum Beispiel 5-Methylchrysen, Dibenz[a,e]pyren, Dibenz[a,h]pyren, Dibenz[a,i]pyren, Dibenz[a,l]pyren, Benz[a]anthracen, Benz[a]pyren, Dibenz[a,h]anthracen, Indeno[1,2,3-cd]pyren, Benz[b]fluoranthen, Benz[j]fluoranthen, Benz[k]fluoranthen, 1-Nitropyren, 1,3-Dinitropyren, 1,6-Dinitropyren und 1,8-Dinitropyren.
Dieselruß zum Teil Primärpartikel mit einer deformiert fullerenähnlichen Struktur. Neben diesem unregelmäßig geformten, fullerenartigen Ruß finden sich in geringerer Anzahl größere, rundliche Primärpartikel mit Kern-Graphenschalen-Struktur. Die kleineren, fullerenartigen Primärpartikel besitzen eine ausgeprägte Koagulationsneigung und sind damit stets Bausteine eines größeren Rußaggregates. Die Oberflächen der Rußpartikel sind selbst bei Schwarzrauchruß (Graphentyp) weitgehend mit sauerstofffunktionellen Gruppen belegt und damit hydrophil.

## Partikelminderung bei Dieselmotoren
In den vergangenen Jahren konnte die Rußemission von Dieselmotoren durch verbesserte Verbrennungstechnik erheblich verringert werden. Dabei sank sowohl die emittierte Masse als auch die Teilchenkonzentration. Bei aufgeladenen Motoren kann es bei Beschleunigungsvorgängen aufgrund unvollständiger Verbrennung (die nicht mehr von der Steuerung ausgeglichen werden kann) zu einer kurzzeitigen erheblichen Steigerung der Rußmasse, dem sogenannten Rußstoß kommen.
Zur weiteren Minderung der Rußemission werden in den letzten Jahren vermehrt Partikelfilter von den Automobilherstellern angeboten. Der Wirkungsgrad der Partikelfilter ist auch bei Ultrafeinstaub sehr gut. Die nur allmähliche Abnahme der Partikelemissionen ist der langen Lebensdauer älterer Fahrzeuge geschuldet.
Sehr aromaten- und schwefelarmer Diesel wird – meist unter gesonderten Markennamen – bei vielen Tankstellen verkauft.

## Filtertechnik für Dieselfahrzeuge
Die derzeit für die Ausrüstung ab Werk gängigen Partikelfilter sind sogenannte Wandstromfilter, bei denen der Abgasstrom durch eine poröse Wand geleitet wird. Die Partikel lagern sich beim Durchtritt an die poröse Wand an, wodurch in Folge ein Oberflächenfiltrat entsteht. Auf der Oberfläche der Wand bildet sich in der Folge ein Filterkuchen genannter Aufbau aus den abgeschiedenen Partikeln. Der Filterwirkungsgrad beträgt bis über 99 Prozent.
Das Abgas muss sowohl durch den wachsenden Rußkuchen als auch durch die Filterwand strömen. Der Abgasgegendruck steigt durch den wachsenden Rußschichtaufbau an, was einen Kraftstoffmehrverbrauch nach sich zieht. Bei Überschreiten eines Beladungsgrenzwertes und zum Schutz des Partikelfilters vor zu hohen Temperaturen bei der Regeneration werden deshalb Maßnahmen zur Regeneration des Partikelfilters eingeleitet.
Das Partikelfiltrat besteht zum überwiegenden Teil aus brennbarem Ruß und daran anhaftenden Kohlenwasserstoffen. Ein geringer Teil besteht aus nicht brennbaren Komponenten. In der einfachsten Form der Filterregeneration wird die Partikelfiltertemperatur über die Zündtemperatur des Rußes (etwa 600 °C) angehoben. Während dieser Betriebsphase arbeitet der Motor nicht wirkungsgradoptimal, wodurch ein weiterer Kraftstoffmehrverbrauch bedingt ist. Nach der Regeneration ist die Rußschicht bis auf die nicht brennbaren Bestandteile (die Filterasche) verbrannt. Als Verbrennungsprodukt entsteht im Wesentlichen Kohlendioxid.

## Erkannte Gesundheitsgefahren
Dieselruß galt bisher als nur wahrscheinlich karzinogen, d. h. krebserregend. Am 12. Juni 2012 hat die Weltgesundheitsorganisation schlussendlich nach einer langjährigen wissenschaftlichen Studie Dieselruß als definitiv krebserregend eingestuft und somit auf eine Stufe mit Asbest und Arsen gestellt. Dies gilt für relativ grobe Partikel, wie sie etwa von offenem Feuer oder Heizungsanlagen verursacht werden, genauso wie für kleinere Partikel aus Motoren. Allerdings sind die Partikel umso gefährlicher, je kleiner sie sind: Grobe Partikel können teilweise sogar noch von der Nase gefiltert werden, während die Partikel moderner Dieselmotoren sogar über die Haut in die Blutbahn eindringen und über den Blutkreislauf bis in das Gehirn gelangen können.
Die Partikel, die moderne Dieselmotoren emittieren, werden zum Feinstaub gezählt und sind sehr fein und kleiner als zehn Mikrometer oder sogar kleiner als ein Zehntel Mikrometer im Durchmesser und können deswegen tief in die Lunge eindringen. Die ultrafeinen Partikel gehen sogar in die Blutbahn und werden so im ganzen Körper verteilt. Die Belastung der Luft durch diese ultrafeinen Partikel, die bei der Verbrennung von Dieselkraftstoff in modernen Dieselmotoren durch die hohen Einspritzdrücke und die daraus resultierende hochfeine Zerstäubung des Diesels entstehen, kann derzeit messtechnisch noch kaum erfasst werden, da die installierten Anlagen zur Luftgütemessung dazu nicht ausgelegt sind. In Tierversuchen mit sehr hohen Feinstaubkonzentrationen wurde abhängig von der untersuchten Tierart ein signifikanter Anstieg der Erkrankung an Krebs nachgewiesen. In weiteren Studien wurde nachgewiesen, dass karzinogene Veränderungen bei verschiedenen Arten von Feinstaub auftreten. Bei Menschen, die über lange Zeit einer sehr hohen Staubkonzentration ausgesetzt sind, sind Erkrankungen insbesondere der Lunge nachgewiesen und als Berufskrankheit anerkannt (beispielsweise Staublunge bei Arbeitern unter Tage). Bisher ist nicht bekannt, ob es einen Schwellenwert gibt, ab dem derartige Krankheiten auftreten. Da Feinstaub auch unabhängig von menschlichen Aktivitäten auftritt, sind aussagekräftige epidemiologische Langzeitstudien sehr schwierig durchzuführen, da eine unbelastete Vergleichsgruppe nicht ermittelt werden kann. 

## Politische Maßnahmen
Seit dem 1. Januar 2005 gelten neue EU-Grenzwerte für Feinstaub nach der EG-Richtlinie 1999/30/EG. Im ersten Jahr wurden die Grenzwerte bei 41 Messstationen an mehr als den zulässigen 35 Tagen nicht eingehalten. Die häufigsten Überschreitungen traten in Großstädten an verkehrsreichen Straßen auf, Spitzenreiter waren Stuttgart und München mit 107 Tagen.

## Epidemiologische Berechnungen der Dieselruß-Mortalität in Deutschland
Der Epidemiologe Heinz-Erich Wichmann errechnete 14.400 zusätzliche Verstorbene pro Jahr allein durch Dieselruß. Das statistische Intervall reicht dabei von etwa 10.000 bis 19.000. Die verwendeten Parameter beruhen auf Studien zu Langzeitwirkungen von Feinstaub und die entsprechende Sterblichkeit. Das Umwelt- und Prognose-Institut (UPI) in Heidelberg rechnete früher auf anderer Datengrundlage lediglich mit jährlich etwa 8500 Toten infolge von Lungenkrebs durch Dieselruß.
Beide Quellen widersprechen sich nicht, da die Berechnungen von H. Erich Wichmann (Studie 2352 des Umweltbundesamtes) nicht nur die Mortalität durch Lungenkrebs, sondern auch durch andere Krankheiten bedingt durch Dieselruß einschließen.